# Máquina de Marly

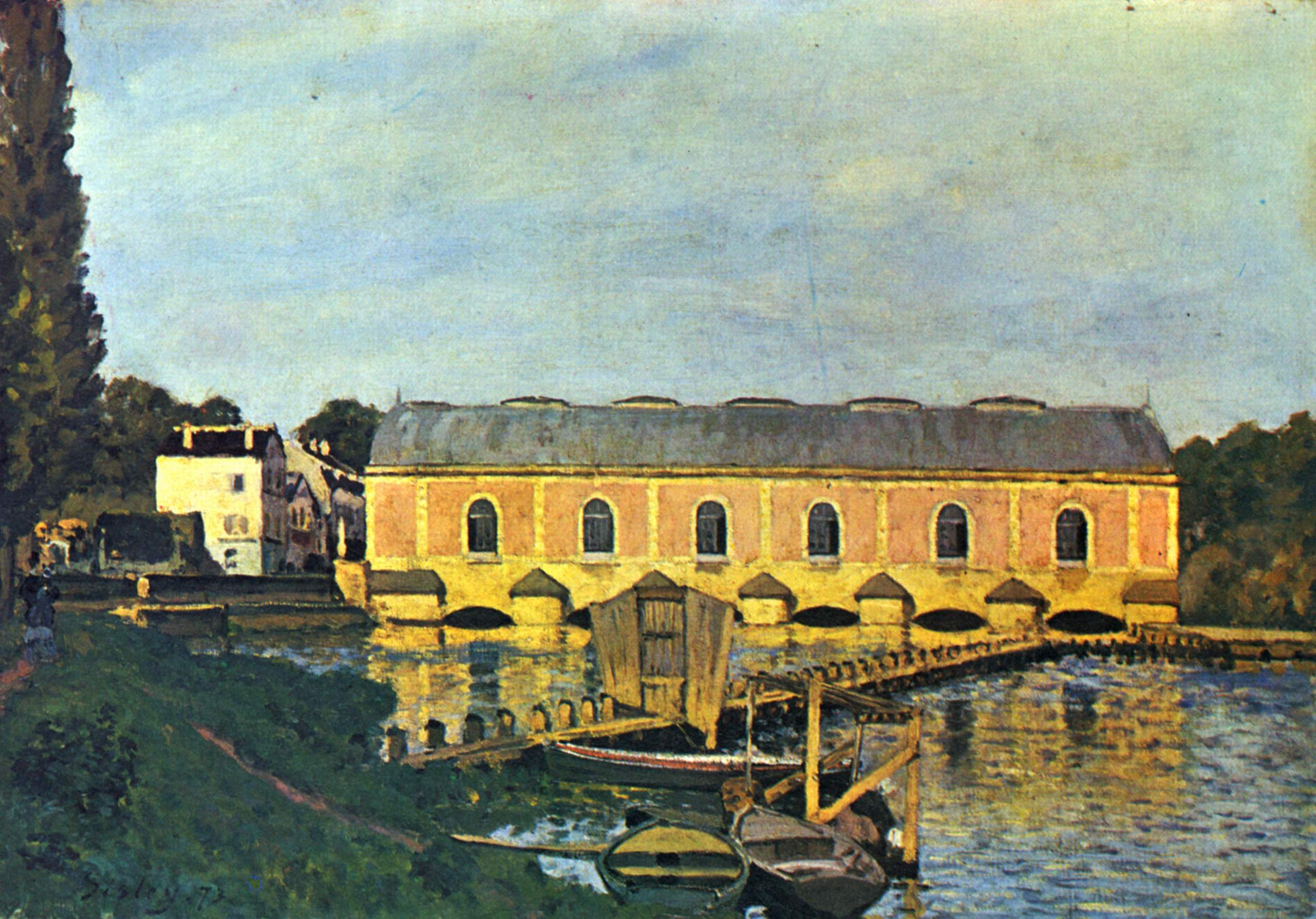
A máquina de Marly pintada por Alfred Sisley.

A Máquina de Marly foi uma bomba de água, localizada na parte inferior do morro de Louveciennes, nas margens do rio Sena, cerca de 12 quilômetros de Paris. Luís XIV mandou construir a bomba de água do rio para seus palácios de Versalhes e Marly. Provavelmente foi "uma das máquinas mais complexas do seu tempo". Também considerado o projeto hidráulico mais ambicioso do século XVII.

## História
Já havia a ideia de trazer a água do Sena para Versailles. Mas além do problema da distância entre o rio e o palácio, havia o problema que a água deveria subir um aclive de 150 metros. Desde 1670, Colbert foi contrário a vários projetos, incluindo o de Jacques de Manse, tanto por razões de viabilidade e custo.
Mas Arnold de Ville, um jovem e ambicioso, que já havia construído uma bomba em Saint-Maur, foi capaz de apresentar ao rei seu plano para bombear água do Sena. O rei então concordou na construção de uma máquina no rio Sena para abastecer os jardins de Versalhes e também o castelo de Marly.
Para projetar e construir esta máquina, Arnold de Ville, que não tinha capacidade técnica, chamou então o mecânico e mestre-carpinteiro Rennequin Sualem e seu irmão Paulus. Eles já haviam trabalhado juntos em uma bomba no castelo de Modave, Rennequin Sualem também foi o criador da bomba do castelo de Val. Os irmãos Sualem vieram de uma família de mestres-carpinteiros de minas.

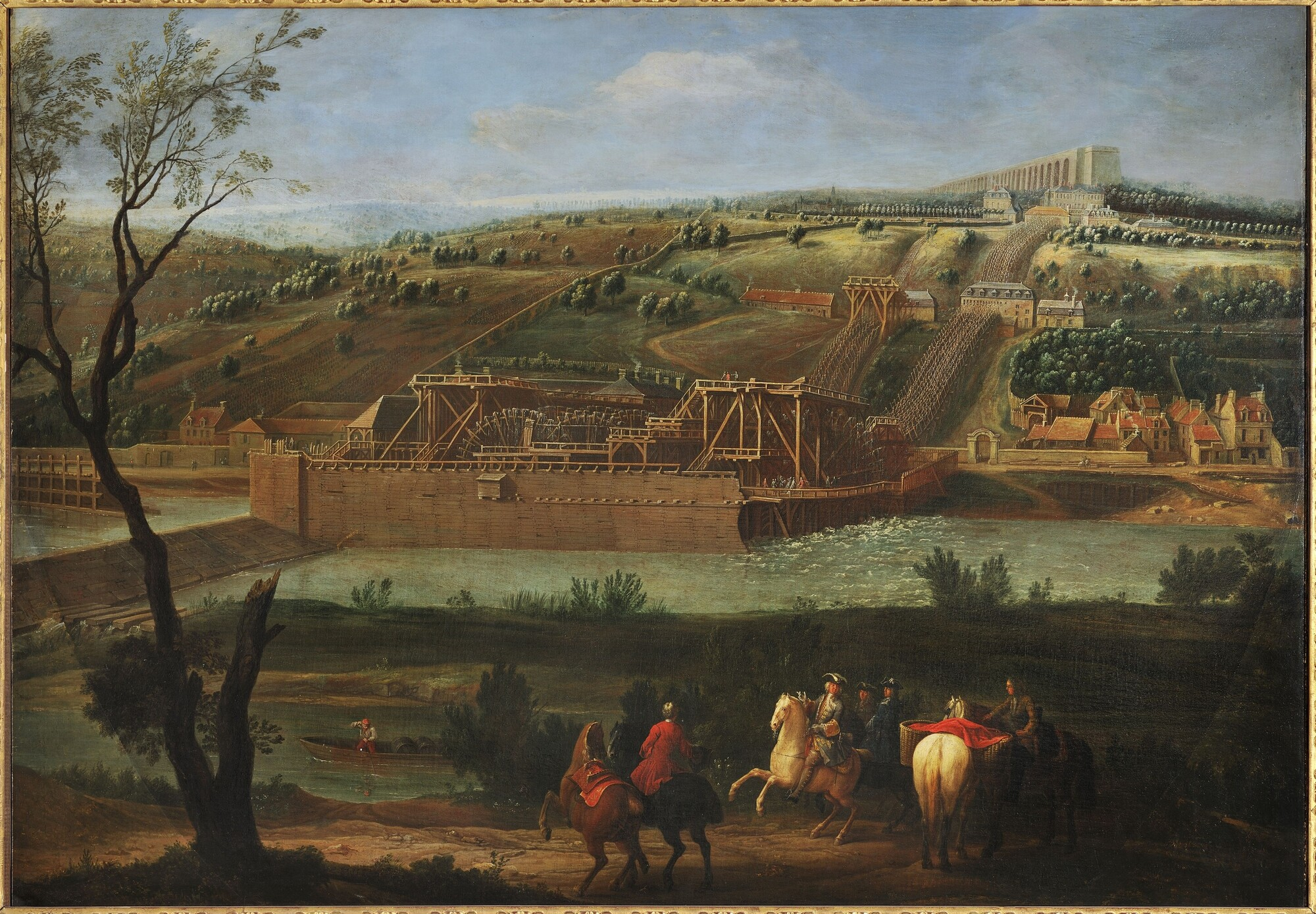
"La Machine de Marly" em 1723.

A construção mobilizou 1800 trabalhadores, exigiu mais do que 100.000 toneladas de madeira, 17.000 toneladas de ferro e 800 toneladas de chumbo e ferro fundidos. A madeira utilizada para construir a plataforma e as rodas da máquina vieram das florestas ao redor, o derretimento das tubulações foi feito na Normandia. Muitos valões trabalharam no local. Eles tinham um conhecimento adquirido de obras hidráulicas em minas.
O projeto começou em junho 1681 pela canalização do rio Sena. A máquina começou a ser construída no final de 1681. Em 14 de junho de 1682, uma demonstração bem sucedida foi realizada perante o rei.
A construção durou 7 anos, outras fontes apontam 6 anos, e foi inaugurada na presença do rei, em junho de 1684. Foi considerada uma das maravilhas do mundo na época, e pode ter sido o maior sistema integrado das máquinas já montado até essa data. O custo foi de 3.859.583 de libras (cerca de 800 milhões de francos), outras fontes apontam que o custo total da construção foi de 5,5 milhões de libras. Esse valor incluiu a construção da máquina, edifícios, aquedutos e reservatórios, fornecimento de materiais, os salários dos trabalhadores e artesãos. Rennequin Sualem foi o mais bem pago, com 1.800 libras por ano. Desde 1685, o uso da máquina foi quase totalmente confinada aos jardins do castelo de Marly.
O engenheiro chefe do projeto foi de Arnold de Ville. Luís XIV tinha um pequeno palácio construído em 1684 para Ville como uma recompensa por seu trabalho, e, certamente, para facilitar as chamadas de serviço para a máquina extremamente complexa. Consta também que Arnold de Ville ganhou um bom montante de dinheiro pelo sucesso desta máquina e aproveitou a oportunidade para subir na aristocracia.

## Funcionamento

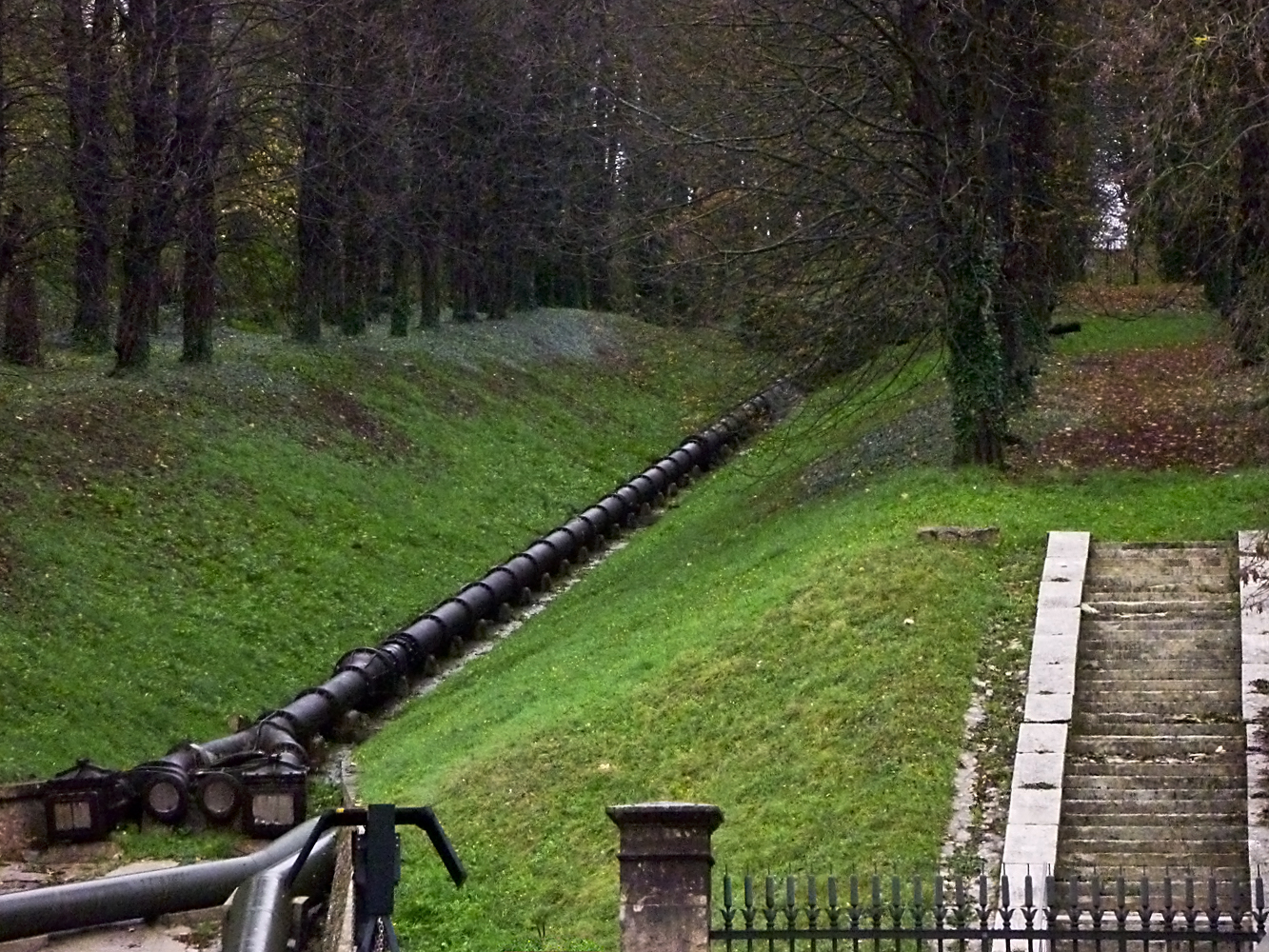
Tubulação de água remanescente da Machine de Marly.

A máquina possuía 14 grandes rodas de pás de 12 metros de diâmetro. Por um sistema de equilíbrio, cada uma das rodas estava operando continuamente oito bombas submersíveis no Sena e uma série de bombas localizadas em níveis mais elevados. Havia também uma estação de bombeamento e a máquina tinha no total mais de 250 bombas. A máquina possuía ainda quatorze rodas d'água e e ainda tentaram desviar o rio Eure para fornecer água para suas fontes, mas o abastecimento de água nunca foi suficiente.
Havia um aqueduto subterrâneo com 6 km de comprimento que levava a água pela força da gravidade. Também era captada água de outras lagoas menores, localizado ao sul do castelo.
Esta máquina é muitas vezes considerada "a mais complexa do século XVII". Além dos artesãos da Valónia, mais de sessenta trabalhadores asseguravam dia e noite a operação e manutenção. Havia carpinteiros, marceneiros, encanadores, instaladores, ferreiros e também os guardas. O irmãos Sualem permaneceram no comando da operação de bombas, hastes e outros mecanismos até a morte de ambos.
A máquina trabalhou continuamente dia e noite, exceto durante as cheias do rio e durante as baixas no inverno ou quando congelava as águas do Sena.
Mesmo antes de sua conclusão, uma organização administrativa foi criada para gerir a máquina. François Michel Le Tellier de Louvois, que tinha sido nomeado superintendente dos prédios reais com a morte de Colbert, chamou Jerome Cochu dando-lhe o título de controlador dos edifícios reais. Homem de confiança de Louvois, seu papel era para supervisionar o trabalho e autorizar pagamentos. Então, durante trinta anos, Cochu iria administrar a instituição responsável pela máquina de Marly.
Inicialmente a máquina de Marly forneceria 6.000 m3 de água por dia, a uma potência teórica de 700 cv. Mas por causa da sincronização pobres dos dispositivos, o rendimento foi menor. Apesar da manutenção contínua da máquina por muitos carpinteiros, ferreiros, encanadores e outros, as peças se desgastavam prematuramente por causa da fricção e, muitas vezes quebravam. A produção inicial de 5.000 m3/dia decaiu para 2 000 a 3 200 m3 no metade do século XVII.
A máquina operou durante 133 anos e há várias referências sobre o grande barulho que a máquina fazia. Com manutenção deficiente, foi se degradando gradualmente até a Revolução quando foi considerada a sua demolição. Em uso até 1817, foi posteriormente reconstruída e modificada, terminando finalmente como um gerador elétrico em 1963, e nada da máquina original sobreviveu, mas o edifício em forma de U, na parte inferior do morro foi parte do complexo original.
Na Encyclopédie uma de suas descrições é a seguinte: "Esta imensa máquina de espanto que atinge a todos que a veem, pela enormidade de sua construção, é uma grande coisa que sempre honrará infinitamente ao seu inventor, apesar de suas falhas."